# Ceratinella ornatula
Ceratinella ornatula är en spindelart som först beskrevs av Crosby och Bishop 1925.  Ceratinella ornatula ingår i släktet Ceratinella och familjen täckvävarspindlar. Utöver nominatformen finns också underarten C. o. alaskana.